# T.J. Ward
Terrell Ray Ward Jr. (San Francisco, 12 dicembre 1986) è un ex giocatore di football americano statunitense che ha militato nel ruolo di safety nella National Football League (NFL). Fu scelto nel corso del secondo giro (38º assoluto) del Draft NFL 2010 dai Cleveland Browns. Al college giocò a football ad Oregon.

## Carriera professionistica

### Cleveland Browns
Ward fu scelto dai Cleveland Browns nel corso del secondo giro del Draft 2010. Nella sua stagione da rookie disputò tutte le 16 gare come titolare, facendo registrare 23 tackle e 2 intercetti. Nella stagione 2011, causa di un infortunio Ward disputò sole otto partite con 39 tacke il primo sack in carriera. Nel 2012 disputò 14 partite con 68 tackle, 1 sack e un intercetto nella gara della settimana 15 contro i Washington Redskins.
Nella settimana 3 della stagione 2013, i Browns ottennero la loro prima vittoria stagionale con Ward che mise a segno un intercetto su Christian Ponder. Il secondo intercetto stagionale lo fece registrare due settimane dopo su Jeff Tuel dei Buffalo Bills ritornandolo per 44 yard in touchdown. La sua stagione si concluse con 112 tackle e 2 intercetti, venendo inserito nel Second-team All-Pro e convocato per il Pro Bowl al posto di Earl Thomas, impegnato coi Seattle Seahawks nel Super Bowl XLVIII. Fu inoltre votato all'82º posto nella NFL Top 100 dai suoi colleghi.

### Denver Broncos
L'11 marzo 2014, Ward firmò coi Denver Broncos un contratto quadriennale del valore di 23 milioni di dollari, 14 milioni dei quali garantiti.. Il primo sack con la nuova maglia lo mise a segno nella settimana 3 su Russell Wilson, ma i Broncos furono sconfitti ai supplementari dai Seahawks. A fine anno fu convocato per il secondo Pro Bowl in carriera dopo avere terminato la sua prima stagione in Colorado con 60 tackle, 2 intercetti e un nuovo primato personale di 2 sack.
Il 3 settembre 2015, Ward fu sospeso per la prima gara dell'imminente stagione per avere violato le politiche di comportamento della lega. Tornato disponibile, nei secondi finali della gara del quarto turno mise a segno un sack su Teddy Bridgewater dei Vikings che forzò un fumble recuperato dal compagno Von Miller che sigillò la vittoria dei Broncos. La sua prova si concluse con sei tackle, due sack e un passaggio deviato, venendo premiato come miglior difensore della AFC della settimana. Il 7 febbraio 2016 partì come titolare nel Super Bowl 50 vinto contro i Carolina Panthers per 24-10 in cui mise a segno sette placcaggi, un fumble recuperato e un intercetto su Cam Newton, laureandosi campione NFL.
Il 2 settembre 2017, Ward fu svincolato dai Broncos dopo tre stagioni.

### Tampa Bay Buccaneers
Il 2 settembre 2017, Ward firmò un contratto annuale del valore di 5 milioni di dollari con i Tampa Bay Buccaneers.

## Palmarès

### Franchigia
- Super Bowl : 1

Denver Broncos: 50
- American Football Conference Championship: 1

Denver Broncos: 2015

### Individuale
- Convocazioni al Pro Bowl: 2

2013, 2014
- Second-team All-Pro: 1

2013
- Difensore della AFC della settimana: 1

4ª del 2015
- PFWA All-Rookie Team - 2010

## Vita privata
Ward è il fratello di Terron Ward, ex running back degli Atlanta Falcons.